# 西蜀海棠
西蜀海棠（学名：Malus prattii）是蔷薇科苹果属的植物，为中国的特有植物。分布于中国大陆的四川、云南等地，生长于海拔1,400米至3,500米的地区，多生在生山坡杂木林中，目前已由人工引种栽培。

## 别名
川滇海棠（中国高等植物图鉴）